# Рубахо Філіпп Якович
Філіпп Якович Рубахо (* 13 січня 1923, Аксай, Ростовська область, РРФСР, СРСР — 14 вересня 1943, Новоросійськ, Краснодарський край, РРФСР, СРСР) — російський радянський снайпер казахського походження в армії СССР у часи Другої Світової війни.
Радянська пропаганда стверджує, що Рубахо вбив 346 солдатів армії противника.

## Біографія
Казах. Його батько був звичайним робітником.
Отримав середню освіту. Захоплювався стрілецьким спортом, був відзначений значком «Ворошиловський стрілець».
Влітку 1941 року призваний до проходження служби у Військово-Морському Флоті. Рубахо бере участь у багатьох військових операціях у складі 7-ї бригади морської піхоти. Під час одного з боїв він був тяжко поранений. З госпіталю солдат виписався лише через рік.
У березні 1943 року Пилип Рубахо повернувся на передову вже як командир снайперської команди. Разом з іншими снайперами він проходить службу під Новоросійськом.
Незабаром Рубахо та його групу перекинули в район висоти Цукрова Голівка, де німецькі снайпери знищили багато радянських бійців.
Радянська пропаганда стверджує, що вночі 7 липня 1943 року Рубахо підірвав дот із цілим гарнізоном німецьких військ, за що був нагороджений орденом Червоного Прапора, а під час звільнення Новоросійського порту офіційно ліквідував двох кулеметників, застрелив 68 німецьких солдатів і знищив вогневу точку.
Коли Рубахо брав участь у боях на Малій землі, офіційна кількість убитих ним німецьких солдат досягла 276 чоловік.
Проте невдовзі він був поранений в обидві ноги. Незважаючи на страждання, Рубахо залишився воювати. Під час чергової артилерійської атаки Рубахо був смертельно поранений в голову.
22 січня 1944 року йому було посмертно присвоєно звання Героя Радянського Союзу.